# 篠田利英
篠田 利英（しのだ としひで、安政4年1月15日（1857年2月9日） - 昭和19年（1944年）2月14日）は、日本の教育者。

## 経歴
信濃国松本城下に松本藩士・篠田正汎の次男として生まれる。同人社・慶應義塾を経て、1877年（明治10年）に東京師範学校（後の東京高等師範学校）に入学。1882年（明治15年）に卒業した後は、群馬県師範学校二等教諭、同教頭を務めた。1886年（明治19年）、高等師範学校附属小学校訓導となった。その後、3年間アメリカ合衆国に留学し、ジョンズ・ホプキンズ大学・クラーク大学でスタンレー・ホールのもと実験心理学を学んだ。帰国後の1890年（明治23年）、東京女子高等師範学校教授となり、1892年（明治25年）から同校附属小学校主事を兼ねた。1893年（明治26年）から文部省視学官・東京女子高等師範学校教授となり、その後視学官を辞して東京高等師範学校教授を兼ねた。1898年（明治31年）、東京女子高等師範学校附属女学校主事を兼ねた。
1910年（明治43年）から第六臨時教員養成所教授を兼任。その後、関東都督府高等女学校校長を務めた。

## 著作

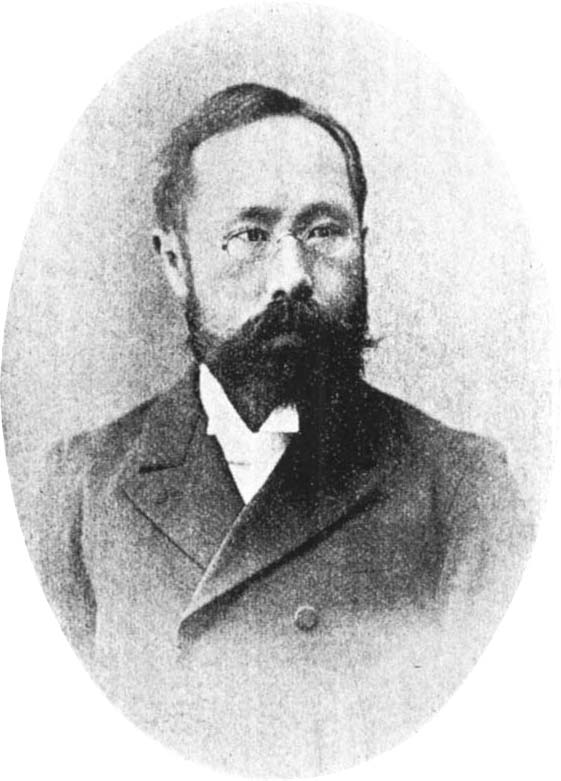
篠田利英

- 「山川校長の諸逸話」（『国民教育』第3巻第3号、大日本国民中学会、1912年3月）
- 「高嶺先生を追懐して」（高嶺秀夫先生記念事業会著 『高嶺秀夫先生伝』 培風館、1921年12月 ／ 国書刊行会〈明治教育古典叢書〉、1980年11月 ／ 大空社〈伝記叢書〉、1987年9月）
- 「故後藤牧太先生」（『Romaji』第25巻第6号、ローマ字ひろめ会、1930年6月）
- 「思ひ出草」（那須良利編輯 『創立五十年』 東京女子高等師範学校附属高等女学校、1932年11月）
- 「山川浩将軍の逸話」（『会津会雑誌』第46号、1935年5月）
- 「思ひ出」（日本聾唖教育会ほか編輯 『盲唖教育の師父 小西信八先生』 日本聾唖教育会ほか、1938年10月）

著書
- 『小学校生徒用物理書』 後藤牧太、滝沢菊太郎、柳生寧成共著、普及舎、1885年11月巻之上・巻之中・巻之下
  - 海後宗臣編纂 『日本教科書大系 近代編第二十二巻 理科（二）』 講談社、1965年12月
  - 板倉聖宣ほか編著 『理科教育史資料 第2巻 理科教科書史』 東京法令出版、1986年10月 - 抄録
- 『物理学初歩』 後藤牧太、滝沢菊太郎共著、普及舍、1898年3月
  - 前掲 『理科教育史資料 第2巻 理科教科書史』 - 抄録
- 『教育学書解説 コンペーレ氏児童智徳発育論』 育成会、1900年11月
- 『師範学校用 修身教科書』全4巻、中島力造合著、文学社、1901年5月
- 『婦女修身訓』全3巻、中島力造合著、文学社、1902年3月
- 『勅語要解新教科書』 中島力造合著、文学社、1906年
  - 『教育勅語関係資料 第11集』 日本大学精神文化研究所・日本大学教育制度研究所、1983年1月
- 『新撰教育学教科書』 西山悊治共著、三省堂書店、1911年9月
- 『新撰教授法教科書』 西山悊治共著、三省堂書店、1911年9月
- 『新撰学校管理法教科書』 西山悊治共著、三省堂書店、1911年11月

## 関連文献
- 「女子高等師範学校教授 篠田利英君小伝」（『日本之小学教師』第1巻第4号、1899年7月）
- 栗原古城 「東京女子高等師範学校附属高等女学校主事 篠田利英君」（『教育界』第9巻第9号、金港堂書籍、1910年7月）
- 「篠田利英」（内尾直二編輯 『第三版 人事興信録』 人事興信所、1911年4月）
- 「小寺利英」（慶應義塾150年史資料集編集委員会編 『慶應義塾150年史資料集 1 塾員塾生資料集成』 慶應義塾、2012年10月）